# Almanach des dames
Almanach des dames (Ladies Almanack en anglais) est un roman de Djuna Barnes de 1928. Il a été traduit en français par Michèle Causse en 1982 et publié initialement chez Flammarion, avant d'être republié en 2014 aux éditions Ypsilon. Ce roman à clef répertorie les intrigues amoureuses du réseau lesbien de Barnes, centrées autour du salon de Natalie Clifford Barney à Paris. Écrit comme un pastiche de l'esprit de la restauration, le livre est illustré par les gravures sur bois d'inspiration élisabéthaine de Barnes.

## Résumé
C'est un court roman très hétérogène et déroutant, affirme un critique. Il commence avec un style recherché, précieux même, très poétique. 
Natalie Barney apparaît dans l'oeuvre sous le nom de Dame Evangeline Musset, « qui était dans son cœur une grande croix rouge pour la poursuite, le soulagement et la distraction, de telles filles comme dans leurs parties arrière et leurs parties avant, et dans toutes les parties qui les ont le plus fait souffrir, se lamente Cruellement »[Quoi ?]. "[Une] pionnière et une menace" dans sa jeunesse, Dame Musset a atteint une « cinquantaine pleine d'esprit et savante »[Quoi ?] ; elle sauve les femmes en détresse, répand la sagesse et, à sa mort, est élevée au rang de sainte. 

### Principaux personnages
Apparaissent également sous un pseudonyme Élisabeth de Gramont, Romaine Brooks, Dolly Wilde, Radclyffe Hall et sa compagne Una, Lady Troubridge, Janet Flanner et Solita Solano, et Mina Loy.

### Critique littéraire
Les critiques affirment qu'elle produit une œuvre expérimentale et subversive, affranchie des codes sociaux et littéraires de son époque.
Le langage opaque, les blagues d'initiés et l'ambiguïté de l'Almanach des dames ont amené les critiques littéraires à se demander si le livre tient de la satire affectueuse ou de l'attaque amère, mais Barney elle-même a adoré le livre et l'a relu tout au long de sa vie.

#### Commentaire
En se réappropriant les codes et les formes de la littérature grivoise des siècles antérieurs, en saturant le texte d’allusions et d’équivoques sexuels, Djuna Barnes décrit une topographie nouvelle du corps féminin, du point de vue de « l’Œil lesbien ».
Certains pensent même que la spécificité du livre dans l'œuvre de Barnes ne tient d'ailleurs pas tant au sujet traité qu'au fait même qu'il ait un sujet. Dans cette perspective, l'identité lesbienne est traitée, au sens philosophique et journalistique.

## Adaptations et hommages
- Literary Gazette and Journal of Belles Lettres, Arts, Sciences, Etc for the year 1833 par William Jerdan, William Ring Workman, John Morley, Frederick Arnold, Charles Wycliffe Goodwin[9].

- L'almanach de Braun reflète celui de Barnes et le met à jour en décrivant un cercle similaire de femmes à Berlin dans les années 1990.
- En 2013, l'artiste berlinoise Lena Braun a publié un roman intitulé Ladies Almanach en hommage à Djuna Barnes.
- The Ladies Almanack (2017) est l'adapation cinématographique du livre de Djuna Barnes. Ce long-métrage indépendant a été réalisé par Daviel Shy.